# Mamerto Urriolagoitia Harriague
Mamerto Urriolagoitia Harriague (Sucre, 5 de dezembro de 1895 — Sucre, 4 de junho de 1974) foi um advogado e político boliviano que foi o 43º presidente da Bolívia, de 1949 a 1951. Membro da União Republicana Socialista, ele havia sido o 26º vice-presidente da Bolívia, de 1947 a 1949, durante o governo do presidente Enrique Hertzog. O curto governo de Urriolagoitía foi marcado pela repressão violenta da oposição, especialmente dos sindicalistas, e ele é lembrado por sua inflexibilidade. Ele é considerado o último presidente constitucional da ordem social e política oligárquica que reinou no país até o advento da Revolução Nacional Boliviana de 1952.

## Início de vida e educação
Urriolagoitía nasceu em 5 de dezembro de 1895 em Sucre, Bolívia, filho de Mamerto Urriolagoitía e Corina Harriague Moreno. Ele estudou Direito na Universidade de São Francisco Xavier e Direito Internacional na Universidade da Sorbonne, em Paris.

## Carreira
Em 1917, começou a trabalhar na Embaixada da Bolívia em Londres como primeiro secretário e encarregado de negócios. Também representou a Bolívia no Congresso da União Postal e no Congresso Monetário. Deixou Londres em 1937 e voltou para a Bolívia. Lá, ele liderou o Partido da União Republicana Socialista e foi senador pelo Departamento de Chuquisaca. Em 1947, Urriolagoitía foi eleito vice-presidente do Dr. Enrique Hertzog. A Guerra Civil Boliviana de 1949 eclodiu após um massacre na mina Siglo XX, em 29 de maio, depois que mineiros sequestraram e mataram várias autoridades governamentais. Isso levou a uma série de rebeliões violentas em todo o país, que continuaram até setembro. O governo mal conseguiu manter o controle do país.
Nessa época, Hertzog foi forçado a se afastar após sofrer problemas de saúde devido às pressões da presidência. Urriolagoitía assumiu o cargo de presidente em 24 de outubro de 1949. O gabinete existente renunciou e Urriolagoitía o reorganizou para melhor atender às suas necessidades.
Grande parte da presidência de Urriolagoitía foi dedicada à repressão do movimento reformista liderado pelo Movimento Nacionalista Revolucionário (MNR) de Víctor Paz Estenssoro, Juan Lechín, Hernán Siles Zuazo e outros. Ele reprimiu várias tentativas de golpe de Estado. Em 1950, ele emitiu decretos, primeiro para ilegalizar os partidos da oposição e, em seguida, para proibir os sindicatos. Ele instituiu toques de recolher, fechou jornais, incluindo o El proletario, e rotulou o MNR como comunista em discussões com o presidente americano Harry S. Truman, na esperança de obter seu apoio. Os opositores foram presos ou mortos; líderes da oposição, incluindo Juan Lechín, Guillermo Lora, José Fellman e Óscar Únzaga, fugiram do país e permaneceram no exílio. O custo de vida, que vinha aumentando há anos, continuou a subir, agravada pela decisão de Urriolagoitía de congelar os salários dos trabalhadores. Ele também aumentou as reservas fiscais do petróleo, impossibilitando que esses recursos fossem nacionalizados e usados para apoiar os bolivianos.
Enquanto isso, ele trabalhou para apoiar a eleição de Gabriel González Videla como presidente do Chile. Em 1950, os dois discutiram a criação de um corredor que permitisse à Bolívia ter acesso ao Oceano Pacífico. O porto boliviano seria estabelecido em Arica. Na Bolívia, ele garantiu a conclusão do Censo de 1950, o primeiro censo realizado na Bolívia desde o início do século XX.
Nas eleições presidenciais de 1951, porém, o partido da oposição, liderado por Víctor Paz Estenssoro, ganhou popularidade significativa. Paz foi declarado vencedor com 85.000 votos contra 35.000 do partido de Urriolagoitía. Isso apesar do fato de que, segundo a lei, apenas cerca de 200 mil bolivianos privilegiados, instruídos e proprietários podiam votar. Urriolagoitía recusou-se a entregar o poder a Paz e, em vez disso, nomeou o chefe das forças armadas bolivianas, General Hugo Ballivián, como presidente, para impedir que o MNR assumisse o poder. Este golpe contra a ordem democrática ficaria conhecido como o Mamertazo de 1951. 
 

Com as eleições anuladas e Ballivián firmemente instalado no Palacio Quemado, Urriolagoitía fugiu para o Chile, onde se estabeleceu em Arica. No exílio, escreveu Bolivia (1825–1925) e manteve-se afastado da política. Acabou por regressar à sua cidade natal, Sucre, onde morreu a 4 de junho de 1974, aos 78 anos de idade.